# Sant Jaume Apòstol de Gaianes
L'església de Sant Jaume Apòstol està situada a la plaça Major número 8 de la localitat valenciana de Gaianes (Comtat), País Valencià.

## Descripció
L'església es va construir l'any 1526 sobre l'antiga mesquita, que anteriorment havia sigut destruïda. Es va constituir en parròquia l'any 1535, moment en què es va separar de la de Cocentaina. És una església de reduïdes dimensions que segueix un estil acadèmic, molt usual en municipis menuts de les comarques del Comtat i l'Alcoià. El seu revestiment exterior és senzill.
L'església està presidida per un campanar de rajola i pedra amb base de tres cossos i rematada de dos. El campanar s'alça exactament en el mateix lloc on es trobava el minaret de l'antiga mesquita.
L'interior és d'estil barroc i neoclàssic i està ornamentat amb exuberància. Pel que fa a l'estil neoclàssic de l'església, l'altar major data de 1848. No va ser destruïda durant la Guerra Civil espanyola, per la qual cosa es conserva tota la seua decoració original del segle xix.
La planta de l'església és de tipus rectangular amb una única nau, sense creuer, amb volta de canó. En un dels laterals es troba la capella de la comunió, on es troba la imatge de la patrona de Gaianes, la Mare de Déu de la Llum.
A l'església es conserva una relíquia del patró de Gaianes, Sant Francesc de Paula. Des d'aquesta església parteix una romeria, durant les festes patronals, fins a l'ermita amb la imatge del patró. Es realitza el diumenge de festes.